# Episinus rhomboidalis
Episinus rhomboidalis là một loài nhện trong họ Theridiidae.
Loài này thuộc chi Episinus. Episinus rhomboidalis được Eugène Simon miêu tả năm 1895.